# Tréban
Tréban är en kommun i departementet Tarn i regionen Occitanien i södra Frankrike. Kommunen ligger i kantonen Pampelonne som tillhör arrondissementet Albi. År 2022 hade Tréban 58 invånare.

## Befolkningsutveckling
Antalet invånare i kommunen Tréban
| Referens: INSEE |